# モンテレイ (メキシコ)

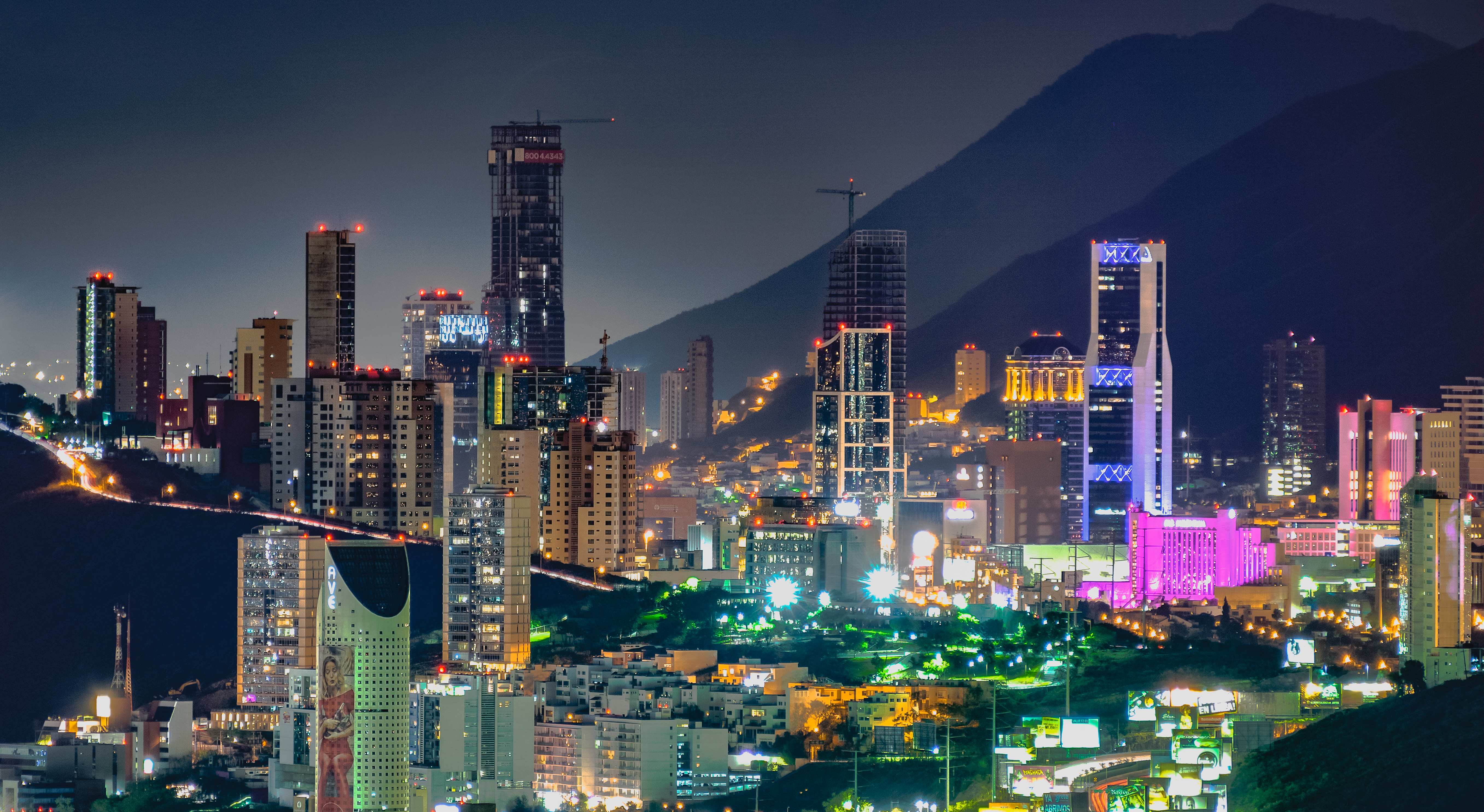
モンテレイの夜景

モンテレイ（スペイン語: Monterrey [monteˈrei]）は、メキシコ北東部のヌエボ・レオン州の州都。都市圏人口は約568万人（2021年）で、グアダラハラと並ぶメキシコ第二の都市となっている。

## 概要
メキシコ第三の都市と認識されており、都市圏人口は500万人を上回る。一人あたりのGDPはメキシコの平均値の2倍近い数値を示しており、生活水準の高い都市である。アメリカの国境に近いという地理的条件から、外資系企業が多数進出しており、経済発展に大きく貢献している。

## 地理
東マドレ山脈（シエラマドレ・オリエンタル山脈）の麓に位置し、標高は540mである。山がちな地形から「山々の町（La Ciudad de las Montañas）」として知られる。シエラマドレ山脈は石灰岩（石灰）、堆積岩の山地で、主にジュラ紀と白亜紀の珊瑚や貝類の堆積であった。
一帯には針葉樹林、オーク林、低木林などがあり、周辺の山々にはクリムネインコ、アメリカグマ、ジャガーなどが生息しており、一部はオウムの保護区に指定されている。クンブレス・デ・モンテレイ国立公園はユネスコの生物圏保護区に登録されている。

## 歴史
1577年、スペインからの植民により創設。17世紀には都市としての機能を整え始めた。メキシコ独立戦争以後、アメリカとの関係が強まり、テキサスがアメリカ領土となったあとは鉄道の拠点としてゲートウェイとなり経済的に豊かな都市となる。
1846年9月21日、米墨戦争では双方が多大な被害を出した激戦地となった（モンテレーの戦い）。石灰岩で作られた強固な砦をアメリカ軍の軽砲では破れず苦戦したが、数カ所で市内に突入したアメリカ軍兵士が住居を焼き討ちし攻撃。しかし市中のアメリカ軍兵をメキシコ側が捉え、捕虜として8週間の停戦を交渉し、その間にメキシコ側はモンテレイを明け渡した。
1861年に始まったフランスのメキシコ出兵でメキシコ共和国軍の将軍として活躍したマリアーノ・エスコベドは戦後にヌエボ・レオン州の知事に就任した。彼の名前は後に空港の公式名称となった。
2021年、日本の豊田合成が市内に工場を建設、稼働を始めた。

## 交通

### 空港
- モンテレイ国際空港

モンテレイのメイン空港として使われている。メキシコで最も近代的な空港と言われ、1000万人の年間旅客数を誇る。空港コードはMTY。公式名称には将軍・政治家マリアーノ・エスコベドの名が使われている。
- デル・ノルテ国際空港

主にゼネラル・アビエーションに使われている。空港コードはNTR。モンテレイの郊外アポダカにある。35年前にアメリカン航空によってこの地域初の空港として建設された。

### 鉄道
メトロレイというライトレールの地下鉄が3系統運行されている。郊外では高架の上を走行する。

### 高速道路
- メキシコシティからアメリカ国境の町ヌエボ・ラレードまで南北に通る「カレテーラ・ナショナル（Carretera Nacional）」と、太平洋岸のマサトランからメキシコ湾岸のマタモロスまで通る「（Autopista Interoceánica）」の両方が十字に交差するように通る。

## 観光
- ウアステカ自然公園
- ガルシア洞窟
- サンタルシア遊歩道
- 「司教の丘」と「司教の館」（Cerro del Obispado / Palacio del Obispado）
- 政府庁舎（Palacio de Gobierno）
- チピンケ自然公園
- フンディドーラ公園
- マクロプラサ
- メキシコ史博物館
- メトロポリタン聖母大聖堂
- モンテレイ現代美術館

## 教育
- ヌエボ・レオン州立大学（Universidad Autónoma de Nuevo León、略称UANL）
- モンテレイ大学（Universidad de Monterrey、略称UDEM）
- モンテレイ工科大学（Instituto Tecnológico y de Estudios Superiores de Monterrey、略称ITESM）

## スポーツ
- CFモンテレイ - プリメーラ・ディビシオンに所属するサッカークラブ。
- UANLティグレス - 同じくプリメーラ・ディビシオンに所属するサッカークラブ。
- モンテレイ・サルタンズ（スルタネス・デ・モンテレイ）- リーガ・メヒカーナ・デ・ベイスボルに所属する野球チーム。

2016年には第1回WBSC U-23ワールドカップを誘致した。

## 治安
2012年2月19日、市内にあるモンテレイ刑務所にて受刑者間の抗争事件が発生。抗争の背景には、メキシコ麻薬戦争があり、首謀者側のグループであるセタスは30名は、対立するガルフ・カルテルのメンバーら44名を襲撃して殺害。あらかじめ内通させていた看守の協力により脱走した。

## 気候
ステップ気候に属している。標高が530mであまり高くないためメキシコシティより温暖である。
| 月                                                                                    | 1月          | 2月          | 3月          | 4月          | 5月          | 6月          | 7月          | 8月          | 9月           | 10月         | 11月         | 12月         | 年             |
| ------------------------------------------------------------------------------------- | ------------ | ------------ | ------------ | ------------ | ------------ | ------------ | ------------ | ------------ | ------------- | ------------ | ------------ | ------------ | -------------- |
| 最高気温記録 °C （°F）                                                                | 38.0 (100.4) | 39.5 (103.1) | 43.0 (109.4) | 48.0 (118.4) | 46.0 (114.8) | 45.0 (113)   | 41.5 (106.7) | 42.5 (108.5) | 41.0 (105.8)  | 39.0 (102.2) | 39.0 (102.2) | 39.0 (102.2) | 48.0 (118.4)   |
| 平均最高気温 °C （°F）                                                                | 20.7 (69.3)  | 23.2 (73.8)  | 26.9 (80.4)  | 30.0 (86)    | 32.2 (90)    | 33.8 (92.8)  | 34.8 (94.6)  | 34.5 (94.1)  | 31.5 (88.7)   | 27.6 (81.7)  | 24.1 (75.4)  | 21.2 (70.2)  | 28.4 (83.1)    |
| 日平均気温 °C （°F）                                                                  | 14.4 (57.9)  | 16.6 (61.9)  | 20.0 (68)    | 23.4 (74.1)  | 26.2 (79.2)  | 27.9 (82.2)  | 28.6 (83.5)  | 28.5 (83.3)  | 26.2 (79.2)   | 22.4 (72.3)  | 18.4 (65.1)  | 15.1 (59.2)  | 22.31 (72.16)  |
| 平均最低気温 °C （°F）                                                                | 8.2 (46.8)   | 10.0 (50)    | 13.2 (55.8)  | 16.7 (62.1)  | 20.2 (68.4)  | 22.0 (71.6)  | 22.3 (72.1)  | 22.5 (72.5)  | 20.9 (69.6)   | 17.2 (63)    | 12.7 (54.9)  | 9.1 (48.4)   | 16.25 (61.27)  |
| 最低気温記録 °C （°F）                                                                | −7 (19)      | −7 (19)      | −1 (30)      | 5.0 (41)     | 8.0 (46.4)   | 11.5 (52.7)  | 11.0 (51.8)  | 16.5 (61.7)  | 2.0 (35.6)    | 2.0 (35.6)   | −5 (23)      | −7.5 (18.5)  | −7.5 (18.5)    |
| 降水量 mm （inch）                                                                    | 16.6 (0.654) | 16.5 (0.65)  | 19.9 (0.783) | 29.7 (1.169) | 52.3 (2.059) | 68.4 (2.693) | 43.0 (1.693) | 79.6 (3.134) | 150.6 (5.929) | 77.2 (3.039) | 23.0 (0.906) | 14.1 (0.555) | 590.9 (23.264) |
| 平均降雨日数 （≥1 mm）                                                                | 4.2          | 3.8          | 3.4          | 4.5          | 5.7          | 5.6          | 3.9          | 6.4          | 8.2           | 6.5          | 4.1          | 3.4          | 59.7           |
| 平均降雪日数 （≥1 cm）                                                                | 0.0          | 0.0          | 0.0          | 0.0          | 0.0          | 0.0          | 0.0          | 0.0          | 0.0           | 0.0          | 0.0          | 0.0          | 0              |
| 出典1：Servicio Meteorológico Nacional                                                |              |              |              |              |              |              |              |              |               |              |              |              |                |
| 出典2：Colegio de Postgraduados: Normales climatológicas para el Estado de Nuevo León |              |              |              |              |              |              |              |              |               |              |              |              |                |

## 姉妹都市
- モンテレイ（スペインガリシア州）
- マドリード（スペインマドリード州）
- ダラス（アメリカ合衆国テキサス州）
- サンアントニオ（アメリカ合衆国テキサス州）
- オーランド（アメリカ合衆国フロリダ州）
- メデジン（コロンビア共和国アンティオキア県）
- ハミルトン（カナダ連邦オンタリオ州）
- ドバイ（アラブ首長国連邦）